# Nils Ehlers
Nils Ehlers (* 4. Februar 1994 in Berlin) ist ein deutscher Volleyball- und Beachvolleyballspieler. Mit seinem Partner Clemens Wickler gewann er Silber bei den Olympischen Sommerspielen 2024 in Paris.

## Karriere Hallen-Volleyball
Ehlers spielte seit 2010 in seiner Heimat Hallenvolleyball beim TSV Spandau 1860. 2014/15 spielte der Diagonalangreifer beim Drittligisten Berliner VV. In der folgenden Saison war er in der Bundesliga bei den Netzhoppers KW-Bestensee aktiv.

## Karriere Beachvolleyball
2013 begann Ehlers mit dem Beachvolleyball. Ab 2016 spielte er zusammen mit Max Betzien, mit dem er den Smart Super Cup in Kühlungsborn gewann und bei der deutschen Meisterschaft Fünfter wurde. 2017 belegten Betzien/Ehlers bei der deutschen Meisterschaft Platz neun. Ab Oktober 2017 spielte Ehlers zusammen mit Lorenz Schümann. Ehlers/Schümann belegten beim FIVB 3-Sterne-Turnier 2017 im chinesischen Qinzhou Platz fünf und beim 2-Sterne-Turnier 2018 in Jinjiang Platz zwei.
Nach dem Karriereende von Markus Böckermann spielte Ehlers seit August 2018 mit Lars Flüggen zusammen. Ehlers/Flüggen erreichten bei der deutschen Meisterschaft den dritten Platz. 2019 schieden sie bei der Weltmeisterschaft in Hamburg als Gruppensieger in der ersten Hauptrunde aus. Die besten Platzierungen auf der World Tour 2019 waren ein fünfter Platz in Kuala Lumpur (3-Sterne) und ein zweiter Platz in Tokio (4-Sterne). Bei der deutschen Meisterschaft wurden sie Fünfte. 2020 wurde Ehlers an der Seite von Interimspartner Eric Stadie deutscher Vizemeister. Bei den 4-Sterne-Turnieren der World Tour 2021 in Cancún, Sotschi und Ostrava erreichten Ehlers/Flüggen die Plätze neun, 25, neun, 25 und 17. Im Juni belegten sie in Düsseldorf beim ersten Qualifier für Timmendorfer Strand Platz zwei, verpassten aber beim anschließenden Finale des europäischen Continental Cups in Den Haag die Qualifikation für die Olympischen Spiele in Tokio. Beim 4-Sterne-Turnier in Gstaad erreichten Ehlers/Flüggen als bestes deutsches Team Platz fünf.
Nach dem Karriereende von Lars Flüggen wurde Ehlers mit Lukas Pfretzschner bei der Europameisterschaft in Wien im August 2021 Fünfter. Anfang September erreichte er mit Rudy Schneider bei der deutschen Meisterschaft den neunten Platz.
Nach dem Karriereende von Julius Thole im Oktober 2021 spielt Ehlers an der Seite von Clemens Wickler. Auf den Challenge-Turnieren der World Beach Pro Tour 2022 belegten Wickler/Ehlers in Itapema Platz 19, in Doha Platz fünf sowie in Kuşadası Platz drei. Beim Elite16-Turnier in Jūrmala erreichten sie Platz fünf. Bei der Weltmeisterschaft in Rom erreichten sie als Gruppensieger die Hauptrunde, in der sie gegen die Polen Kantor/Rudol ausschieden. Nach einem Sieg auf der German Beach Tour in Bremen und einem dritten Platz beim Elite16-Turnier in Hamburg erreichten sie Platz fünf bei der Europameisterschaft in München. Außerdem siegten sie 2022 bei der deutschen Meisterschaft.
Auf den Elite16-Turnieren der World Beach Pro Tour 2023 erreichten Wickler/Ehlers fast ausnahmslos Top-Ten-Platzierungen. Auf der German Beach Tour 2023 siegten sie im Mai beim zweiten Turnier in Bremen sowie im Juli beim ersten Turnier in München. Auch beim „European Final“ des King of the Courts in Luxemburg standen sie oben auf dem Treppchen. Bei der Europameisterschaft 2023 in Wien erreichten sie erneut Platz fünf. Bei der deutschen Meisterschaft konnten sie ihren Vorjahrestitel verteidigen. Beim Elite16-Turnier in Paris kamen Ehlers/Wickler bis ins Finale, wo sie gegen Perušič/Schweiner unterlagen. Bei der Weltmeisterschaft in Tlaxcala erreichten sie als Gruppensieger die Hauptrunde. Nach einem Sieg über die Österreicher Julian Hörl und Alexander Horst schieden sie im Achtelfinale gegen die Polen Michał Bryl und Bartosz Łosiak aus. Im Dezember 2023 in Doha wurden Wickler/Ehlers Siebte bei den World Tour Finals und Sieger beim King of the Court Final.
2024 wurden sie bei den Elite16-Turnieren im März in Doha, im April in Tepic und im Mai in Brasília jeweils Vierte. Der erste Finaleinzug des Jahres und der zweite bei der Pro Tour überhaupt gelang den Deutschen, als sie in Espinho in der Vorschlussrunde die Niederländer van de Velde/Immers bezwangen, jedoch im Anschluss den schwedischen amtierenden Europameistern Jonatan Hellvig und David Åhman unterlagen. Anfang Juni wurden Wickler/Ehlers Sieger beim King of the Court in Hamburg. Über die Weltrangliste qualifizierten sich Wickler/Ehlers als bestes deutsches Duo für die Olympischen Spiele in Paris. Nach zwei Viertelfinalteilnahmen in Ostrava und Gstaad standen die beiden in Wien bereits zum fünften Mal in der Saison in der Vorschlussrunde bei einem Elite16. Beim olympischen Beachvolleyballturnier in Paris erreichten sie als Sieger ihrer Vorrundengruppe das Achtelfinale, in dem sie gegen die Brasilianer George Wanderley und André Loyola gewannen. Im Viertelfinale gewannen sie gegen die Niederländer Stefan Boermans und Yorick de Groot und im Halbfinale gegen die norwegischen Titelverteidiger Anders Mol und Christian Sørum. Im Finale verloren Wickler/Ehlers gegen die schwedischen Weltranglistenersten David Åhman und Jonatan Hellvig und gewannen die Silbermedaille. Dafür wurden sie – wie alle deutschen Medaillengewinner der Olympischen Spiele in Paris – am 4. November 2024 vom Bundespräsidenten mit dem Silbernen Lorbeerblatt ausgezeichnet. Bei der Europameisterschaft in den Niederlanden erreichten Wickler/Ehlers erneut das Endspiel, das sie gegen die Letten Mārtiņš Pļaviņš und Kristiāns Fokerots verloren und Vizeeuropameister wurden. Bei der deutschen Meisterschaft gewannen sie den Titel zum dritten Mal in Folge. Im Oktober wurde Nils Ehlers als Deutschlands Beachvolleyballer des Jahres 2024 ausgezeichnet. Beim Saisonfinale in Doha erreichte das deutsche Team den fünften Platz.
Am 17. März 2025 wurden Wickler/Ehlers für zwei Wochen FIVB-Weltranglistenerste. Auf der German Beach Tour 2025 siegten sie im Mai beim zweiten Turnier in Düsseldorf. Auf der World Beach Pro Tour schieden sie bei den Elite16-Turnieren in Saquarema und in Ostrava jeweils nach der Vorrunde aus. Bei den Challenge-Turnieren erreichten sie in Alanya das Achtel- und in Stare Jabłonki das Viertelfinale. Auch im Juli erreichten sie beim Elite16-Event in Gstaad das Viertelfinale. Bei der Europameisterschaft in Düsseldorf erreichten Wickler/Ehlers das Viertelfinale, das sie gegen die Schweden Åhman/Hellvig verloren und Fünfte wurden. Im August standen die Deutschen beim Challenge-Event in Baden im Endspiel, das gegen die jungen Schweden Jacob Hölting Nilsson und Elmer Andersson mit 0:2 verloren ging.

## Spielstil
Das Spiel von Nils Ehlers lebt von seiner enormen Handlungshöhe. Mit 2,11 Metern gehört er zu den größten Spielern der World Tour. Viele seiner Abschlüsse gehen entweder über die Fingerspitzen des Blockers ins Aus oder mit viel Tempo auf die letzten Meter des Spielfelds. Eine exzellente Blockarbeit, gepaart mit einer guten Koordination (zum Beispiel bei der Eigensicherung im Block), und ein starker Sprungaufschlag machen ihn zu einem der besten Blockspieler der Welt.